# 尖肋拟乱角贝
是斜口象牙贝目斜口象牙贝科六角象牙贝属的一种。主要分布于韩国、中国大陆、台湾，常栖息在浅海沙底。